# حشره‌خوار مک‌آرتور
 حشره‌خوار مک‌آرتور (نام علمی: Crocidura macarthuri) نام یک گونه از سرده حشره‌خوارهای دندان‌سفید است.